# Weberschiffchen (Heraldik)

Drei senkrecht gestellte silberne Weberschiffchen mit schwarzen Faden

Das Weberschiffchen, auch als Webschütz bezeichnet, ist in der Heraldik eine weit verbreitete Wappenfigur.
Dargestellt wird das aus der handwerklichen und mechanischen Weberei als wichtigstes bekannte Arbeitsgerät. Besonders die Städteheraldik bedient sich dieser Wappenfigur, wenn das örtliche Webereigewerbe bedeutend war. Die Anzahl im Wappen ist selten höher als drei. Es wird zumeist in Kombination mit anderen Wappenfiguren dargestellt. Weicht die Farbe des Fadens vom Schiffchen ab, ist das bei der Wappenbeschreibung zu erwähnen (zu melden). Es gibt auch nur Weberschiffchen ohne Faden. Dann ist an dieser Stelle (Durchbruch) die Schildfarbe zu sehen. Im Wappen kann das Schiffchen alle Lagen einnehmen, die Beschreibung sollte diese eindeutig nennen.

## Beispiele

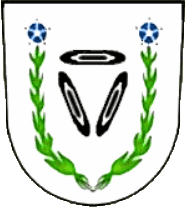
Drei im Dreieck gelegte Webschützen (Großhartmannsdorf DE)
Zwei gekreuzte Webschützen (Großschönau DE)
Ein Weberschiffchen mit abhängendem silbernen Faden (Hückeswagen DE)
Links liegendes Weberschiffchen mit silberner Garnspule (Konradsreuth DE)
Ein schräggestelltes Weberschiffchen in Blau (Marlesreuth DE)
Ein schräg links gestelltes goldenes Weberschiffchen (Tuchenbach DE)
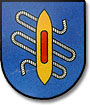
Ebenfalls redend: (Tuchtfeld DE)